# 岡村南奈
岡村 南奈（おかむら なな、2000年7月7日 - ）は、日本の元女子バレーボール選手である。

## 来歴
山口県山口市出身。姉の影響で小学2年生からバレーボールを始めた。
誠英高等学校、天理大学を経て、2022-23シーズン、V.LEAGUE DIVISION2 WOMEN（V2女子）に所属するプレステージ・インターナショナルアランマーレ（アランマーレ山形）の内定選手となった。内定選手としてV2女子の試合に出場し、Vリーグデビューを果たした。同シーズン、チームはV2女子優勝とV1昇格を果たした。
2023年、大学卒業後に、プレステージ・インターナショナルアランマーレに入団した。同年、V・サマーリーグ東部大会でフレッシュスター賞を受賞した。2023-24シーズン、V1女子の試合に出場し、V1デビューを果たした。
2025年5月、現役引退が発表された。6月30日に引退選手として公示。

## 所属チーム
- 誠英高等学校（2016-2019年）
- 天理大学（2019-2023年）
- プレステージ・インターナショナルアランマーレ/アランマーレ山形（2023-2025年）

## 受賞歴
- 2023年 - V・サマーリーグ東部大会 フレッシュスター賞